# Langrisser
Langrisser (jap. ラングリッサー, Rangurissā) ist der Name einer Reihe von Strategie-Rollenspielen, die seit Anfang der 1990er Jahre von CareerSoft im Auftrag von Nippon Computer Systems entwickelt wurden. Die Spiele erschienen auf verschiedenen Spielkonsolen und wurden häufig portiert, was oft inhaltliche und grafische Erweiterungen mit sich brachte. Insgesamt umfasst die Serie fünf verschiedene Spiele, und zwei weitere, die zwar denselben Namen tragen, aber einen anderen Inhalt haben, und von einem anderen Entwicklungsteam stammen, weshalb man sie meist nicht zur Serie zählt.
Die Serie ist in einer Fantasywelt angesiedelt, in der das Konzept zweier gegensätzlicher Götter und ihr Kampf untereinander das Leben bestimmt. Dieser wird vor allem durch die beiden Avatare, Bosel und Jessica, ausgetragen, welche zudem Träger des jeweiligen Gottschwertes sind, welche über die Macht ihrer Gottheiten verfügen. Bosel ist mit Alhazard gesegnet worden, und Jessica trägt das für die Serie namensgebende Schwert Langrisser. Durch die Wahl ihrer Gefolgsleute und die leihweise Vergabe ihrer Schwerter bestimmen sie die Geschichte ihrer Welt.
Die Spiele sind typische Vertreter ihres Genres. Man betrachtet die Handlung aus einer Vogelperspektive, in welcher auch die Geschichte kapitelweise vorangetrieben wird. Der Hauptunterschied zu anderen Spielen dieser Art ist hier, dass die Einheiten, welche man neben den durch das Spiel vorgegebenen Helden in die Schlacht führt, nicht festgelegt sind, sondern durch den Spieler angeworben werden können. Dabei kommt ein einfaches Schere-Stein-Papier-Konzept zum Einsatz, was die Stärken und Schwächen bestimmter Truppentypen gegenüber anderen festlegt. Durch das freie Anwerben von Truppen und einer stärkeren Trennung zwischen Held und Einheit sind die Kämpfe im Vergleich zu anderen Genrevertretern deutlich umfangreicher und mit mehr teilnehmenden Figuren versehen. Es gibt zudem eine einfache Entwicklungsmöglichkeit beim Erfahrungserwerb mit jeweils mehreren möglichen Pfaden der Figuren. Ab dem zweiten Spiel gibt es Wahlmöglichkeiten bei der Handlungsentwicklung, die eine gewisse Nichtlinearität bieten. Ebenfalls nur in einigen Spielen der Serie taucht die Charakterentwicklung durch Gesinnungsfragen auf, bei welcher die durch den Spieler gegebenen Antworten den Haupthelden erschaffen.

## Chronologie
- Langrisser (1991, Mega Drive)
Erschien in den USA unter dem Titel „Warsong“.
Zusammen mit Teil II als „Langrisser I & II“ auch für die PlayStation sowie als „Langrisser: Dramatic Edition“ für den Sega Saturn erschienen.
- Langrisser II (1994, Mega Drive)
Eine überarbeitete Version erschien 1995 als „Der Langrisser“ auch für das SNES, sowie als „Der Langrisser FX“ für das PC-FX-System.
- Langrisser III (1996, Sega Saturn)
2005 erschien ein Remake für die PlayStation 2.
- Langrisser IV (1997, Sega Saturn)
Zusammen mit Teil V als „Langrisser IV & V Final Edition“ auch für die PlayStation erschienen.
- Langrisser V: The End of Legend (1998, Sega Saturn)
- Langrisser Millennium (1999, Dreamcast)
- Langrisser Millennium WS: The Last Century (2000, WonderSwan)

Bis auf den ersten Teil, welcher in den USA als „Warsong“ vermarktet wurde, erschien keiner der Teile außerhalb Japans.